# Torbeevsky (huyện)
Huyện Torbeevsky (tiếng Nga: ? райо́н) là một huyện hành chính tự quản (raion), của Mordovia, Nga. Huyện có diện tích 855 kilômét vuông, dân số thời điểm ngày 1 tháng 1 năm 2000 là 25300 người. Trung tâm của huyện đóng ở Torbeyevo.